# Springvale, Victoria
Springvale är en förort till Melbourne i Australien. Den ligger i kommunen Greater Dandenong och delstaten Victoria, omkring 22 kilometer sydost om Melbourne. Antalet invånare är 19 771.
Runt Springvale är det tätbefolkat, med 819 invånare per kvadratkilometer.. Närmaste större samhälle är Berwick, omkring 20 kilometer sydost om Springvale. 